# Alfred Agache (arquiteto)
Alfred Hubert Donat Agache(Tours, 1875 — Paris, 1959), mais conhecido como Alfred Agache, Alfredo Agache ou Donat-Alfred Agache, foi um arquiteto francês, melhor conhecido por ter planejado a urbanização de cidades brasileiras como Rio de Janeiro, Recife, Porto Alegre e Curitiba nas décadas de 1940 e 1950 em um amplo projeto financiado pela ditadura de Getúlio Vargas e em função do fim deste regime, em 1945, muito do que foi proposto por Agache não veio a acontecer. Agache foi também um dos fundadores da Sociedade Francesa de Urbanistas.
Chegou ao Brasil pela primeira vez, na cidade do Rio de Janeiro, em 1927. Em Porto Alegre realizou o projeto de ajardinamento do Parque da Redenção,, que em 1935, para as comemorações do centenário da Revolução Farroupilha, teve toda a parte sul drenada, nivelada e urbanizada. Em meados da década de  1930 voltou para a França.
Com a ascensão da direita ao poder na Europa realizou diversos projetos. Retornou ao Brasil em 1939, com honras de grande herói do urbanismo mundial, como consultor da empresa carioca Coimbra Bueno & Cia. Ltda. e, em 1941, foi contratado pela prefeitura de Curitiba para elaborar um plano urbanístico. De seus projetos para a capital paranaense, alguns foram implantados entre as décadas de 1950 e 1970, como o Centro Politécnico, o Centro Cívico, o Viaduto do Capanema ou avenidas como Arthur Bernardes, Presidente Kennedy, ente outras. Com fim da era Vargas, sua fama desvaneceu, permanecendo no Rio de Janeiro até 1959, quando retornou para a França. 